# Baliaggio di Bellinzona
Il Baliaggio di Bellinzona fu una dipendenza dei vecchi cantoni della Svizzera durante l'Antico Regime.

## Storia
Per tutto il XV secolo gli svizzeri avevano mostrato interesse commerciale per il sud delle Alpi, ma in quel periodo la solidità del Ducato di Milano non aveva permesso loro che limitatissimi risultati. Ben più ghiotta occasione si prospettò invece all'inizio del XVI secolo, quando il ducato cadde sotto i colpi della ben più potente Francia.
Nel 1499 il re di Francia Luigi XII formò una coalizione per imporre le sue pretese sul trono milanese, promettendo in particolare ai tre cantoni fondatori della Svizzera il contado bellinzonese. I mercenari elvetici presero Bellinzona già nell'aprile del 1500, e contribuirono con l'assedio di Novara alla vittoria della coalizione, tanto che nel 1503 il re pagò il pegno pattuito firmando il Trattato di Arona che segnò la creazione del baliaggio, dipendenza diretta della Tre cantoni fondatori, e simile a quanto viene oggi definito un protettorato.
In qualità di dipendenza, la comunità era governata da un balivo di lingua tedesca, ma per l'amministrazione locale veniva mantenuta un'autonomia gestionale.
Al baliaggio, formazione politica chiaramente oligarchica e anti-democratica, fu fatale l'invasione giacobina del 1798, allorquando fu soppresso a favore di una più larga provincia costituita secondo i canoni centralistici e antifederalistici degli invasori: il Cantone di Bellinzona.